# Нотоптерови
Нотоптеровите (Notopteridae) са семейство актиноптери от разред Араваноподобни (Osteoglossiformes).
Таксонът е описан за пръв път от Питер Блекер през 1859 година.

## Родове
Подсемейство Notopterinae
- Chitala
- Notopterus

Подсемейство Xenomystinae
- Papyrocranus
- Xenomystus